# پوشاندن (علم رایانه)
کپسوله‌سازی (به انگلیسی: Encapsulation) یا پوشاندن یا لفافه‌بندی یا پوشینه‌دارسازی، در علم رایانه مخفی‌سازی مکانیزم داخلی و ساختار داده‌های اجزای نرم‌افزار در پشت یک رابط کاربر است. بدین طریق کاربر یک نرم‌افزار نیازمند آن است که بداند آن قطعه نرم‌افزاری چه می‌کند و نمی‌تواند آن‌ها را منوط به چگونگی اجرای آن‌ها بکند.
عمل مخفی‌سازی باعث می‌شود که اشیاء بدون آنکه از چگونگی کارکرد یکدیگر اطلاع داشته باشند با هم کار کنند.